# 佐藤慎一 (官僚)
佐藤 慎一（さとう しんいち、1956年11月4日 - ）は、日本の財務官僚。元財務事務次官。公益財団法人国際保険振興会理事長。

## 経歴
- 大阪府出身[1][2][3]。大阪府立天王寺高等学校出身[4]。
- 1980年、東京大学経済学部を卒業し、大蔵省入省[2][3]。大臣官房秘書課[5]。
- 1981年5月、大蔵省大臣官房秘書課調査係長心得[6]。
- 1983年7月、大蔵省主税局総務課総務第一係長心得[7]。
- 1983年12月、大蔵省主税局総務課総務第一係長[8]。
- 1985年7月、福岡国税局唐津税務署長。
- 1986年7月、農林水産省大臣官房企画室企画官[9]。
- 1988年7月、大蔵省関税局企画課長補佐（税率総括担当）[10][11]。
- 1991年6月、大蔵省主税局税制第三課長補佐（総括、地方税担当）[12][13]。
- 1993年7月、大蔵省主税局税制第一課長補佐[14]。
- 1995年6月、大蔵省主税局総務課長補佐（総括）､（併）総務課税制企画室長[15]。
- 1996年3月、大蔵省銀行局中小金融課企画調整室長[16][15]。
- 1996年11月、大蔵省大臣官房企画官（銀行局担当）[15]。
- 1997年5月、外務省在連合王国大使館参事官[15]。
- 2000年7月、総務庁行政管理局管理官[15]。
- 2001年1月6日、総務省行政管理局管理官（定員総括、特法総括、独法総括、外務省）[15]。
- 2002年7月9日、財務省主計局主計官（文部科学担当[17]）[3]。
- 2003年7月、財務省主税局調査課長。
- 2004年7月2日、財務省主税局税制第二課長。
- 2006年7月28日、財務省大臣官房秘書課長。
- 2009年、財務省大臣官房審議官（主税局担当）。
- 2009年9月28日、財務省大臣官房審議官（主税局担当） 兼 主税局参事官。
- 2009年10月9日、財務省大臣官房審議官（主税局担当）。
- 2010年1月20日、内閣官房内閣官房副長官補付内閣審議官。
- 2010年10月29日、内閣官房内閣官房副長官補付内閣審議官 兼 内閣官房社会保障改革担当室審議官[18]。
- 2011年8月2日、財務省大臣官房総括審議官[19]。
- 2013年6月28日、財務省大臣官房長[20]。
- 2014年7月4日、主税局長[21]。
- 2016年6月17日、財務事務次官[2]。主税局長経験者の次官就任は、前任の田中一穂と2期連続であるが、主税局長から次官への昇格は高橋元以来35年ぶり。
- 2017年7月5日、財務省を退職[22]。
- 2017年11月、サントリーホールディングス顧問[23]。
- 2018年1月、第一生命経済研究所顧問、サンスター顧問[24]。
- 2018年6月、森友学園問題に絡み減給10%1ヶ月懲戒処分相当[25]。
- 2018年5月、クラウドポートアドバイザー[26][27]。
- 2019年、公益財団法人国際保険振興会理事長[28][29]。
- 2022年6月、日本電産取締役[30]。

## 人物
主税局が長く、主計局での勤務は文部科学担当の主計官だった1年間のみである。1980年入省の事務次官候補は佐藤ではなく、稲垣光隆や林信光らであった。しかし、職人気質な佐藤は政策立案で頭角を表し、勝栄二郎らから高い評価を得ていた。

## 入省同期
| 氏名     | 出身大学            | 配属先               | 職歴 |
| -------- | ------------------- | -------------------- | --- |
| 稲垣光隆 | 東大法卒            | 大臣官房文書課       | 弁護士、金融情報システムセンター理事長 商工組合中央金庫代表取締役副社長 国税庁長官、関税局長 会計センター所長兼財務総合政策研究所長     |
| 枝廣直幹 | 一橋大経済卒        | 主計局総務課         | 福山市長 近畿財務局長 内閣官房内閣審議官（内閣官房副長官補付） 兼内閣官房地域活性化統合事務局長代理                                     |
| 大西一清 | 京大法卒            | 理財局総務課         | 滋賀銀行監査役 横浜税関長、大臣官房政策評価審議官 大阪税関長、名古屋税関長                                                              |
| 岸本周平 | 東大法卒            | 大臣官房調査企画課   | 和歌山県知事 衆議院議員 内閣府大臣政務官（国家戦略、経済財政を担当） 兼経済産業大臣政務官                                               |
| 木原隆司 | 一橋大商卒          | 国際金融局調査課     | ノースアジア大学教授 関東信越国税不服審判所長 アジア開発銀行研究所総務部長                                                              |
| 後藤茂之 | 東大法卒            | 理財局資金第一課     | 衆議院議員 経済再生担当大臣兼新しい資本主義担当大臣 兼感染症危機管理担当大臣兼経済財政担当大臣 厚生労働大臣、法務副大臣                 |
| 佐藤慎一 | 東大経済卒          | 大臣官房秘書課       | 国際保険振興会理事長、サントリーHD顧問 財務事務次官、主税局長、大臣官房長 大臣官房総括審議官、大臣官房秘書課長                          |
| 高橋洋一 | 東大理卒 東大経済卒 | 証券局総務課         | マクロ経済学者、嘉悦大学大学院教授 内閣官房参与（経済・財政政策担当）                                                                   |
| 寺田稔   | 東大法卒            | 主計局総務課         | 衆議院議員 総務大臣 内閣府副大臣兼総務副大臣                                                                                            |
| 西村善嗣 | 京大法卒            | 大臣官房文書課       | 弁護士 東京国税局長、国税庁次長兼税務大学校長 国税庁課税部長、関東信越国税局長                                                          |
| 林信光   | 東大法卒            | 国際金融局総務課     | 国際協力銀行代表取締役総裁、同行代表取締役副総裁 国税庁長官、理財局長 会計センター所長兼財務総合政策研究所長 国際復興開発銀行理事       |
| 森信親   | 東大教養卒          | 国際金融局国際機構課 | 東京大学大学院経済学研究科招請教授 日本金融経済リサーチ代表取締役 金融庁長官、金融庁監督局長、金融庁検査局長 金融庁総務企画局総括審議官 |